# Massoud Barzani

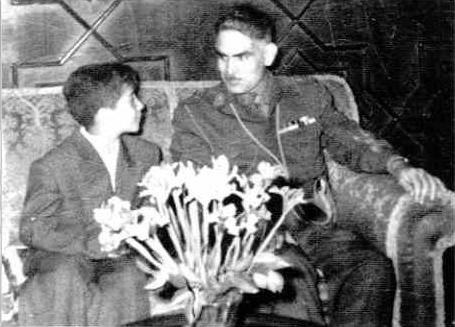
Een jonge Massoud Barzani met de Iraakse premier Abdul Karim Qassem

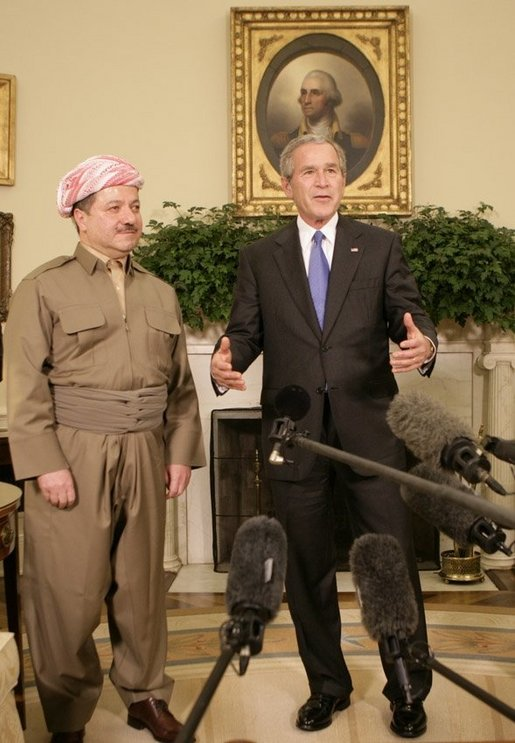
President George W. Bush praat met verslaggevers terwijl hij Masoud Barzani verwelkomt in het Witte Huis, 25 oktober 2005

Massoud Barzani (Koerdisch: Mesûd Barzanî) (Mahabad (Iran), 16 augustus 1946) is een Koerdisch-Irakees politicus. Hij was van 14 juni 2005 tot 1 november 2017 president van de Koerdische Autonome Regio, en is de voorzitter van de Koerdische Democratische Partij (KDP). Barzani werd geboren als zoon van de toenmalige voorzitter en oprichter van de KDP, Mustafa Barzani.
De KDP streeft naar de stichting van een Koerdische staat in het Midden-Oosten. Al op jonge leeftijd nam hij samen met zijn vader deel aan de guerrilla-oorlog tegen de Iraakse troepen. Toen in 1979 zijn vader overleed nam hij samen met zijn oudere broer Idris het roer over. Sinds de dood van Idris leidt hij de partij alleen. Zijn leiderschap is nooit serieus aangevochten, omdat veel Koerden het met hem eens zijn.
Voor de oorlog in 2003 zag de VS hem samen met PUK-voorman Jalal Talabani als een van de belangrijkste partners binnen Irak om het regime van Saddam Hoessein omver te werpen; een rol die hij tijdens de oorlog meer dan waarmaakte.
Tot de opheffing van de Iraakse regeringsraad was hij hier lid van. Net als de andere belangrijke Koerdische politicus, Jalal Talabani, pleit hij in Irak voor een federaal systeem met Koerdisch zelfbestuur.
Op 1 november 2017 trad hij af als president van de Koerdische Autonome Regio.

## Familieachtergrond
Massoud Barzani is zoon van Mustafa Barzani, een generaal binnen de Koerdische vrijheid organisatie die tevens wordt gezien als een van de grootste Koerdische vrijheidsstrijders. Mustafa Barzani heeft zich veelvuldig ingezet voor een onafhankelijk Koerdistan. De minister-president van de KRG, Nechirvan Barzani, is tevens lid van de Barzani familie.
- Bibliothèque nationale de France: cb146470813 (data)
- Gemeinsame Normdatei: 1089385951
- International Standard Name Identifier: 0000 0001 2118 8944
- Library of Congress Control Number: n97907565
- Nationale Bibliotheek van Tsjechië: jo2012708036
- Nationale Bibliotheek van Israël: 987007404149405171
- Nationale Bibliotheek van Polen: a0000002991091
- Nederlandse Thesaurus van Auteursnamen: 166124184
- Système universitaire de documentation: 194509486
- Virtual International Authority File: 5189410
- WorldCat: E39PBJqFTYJTDHH3prMW49Dwmd